# Barranquilla
Barranquilla è una città della Colombia, la quarta del paese per popolazione.
Situata nel nord del dipartimento dell'Atlántico, uno dei 32 del paese, della quale è capoluogo, fa parte della Regione dei Caraibi (Región Caribe), di cui è uno dei porti più attivi. È riconosciuta come Distretto Speciale, Industriale e Portuale (Distrito Especial, Industrial y Portuario de Barranquilla).
È situata sulla sponda sinistra della foce del fiume Magdalena, collegata a quella destra dal nuovo ponte Alberto Pumarejo, ed è divisa in 4 grandi quartieri.
Culla dell'aviazione latino-americana e primo porto marittimo e fluviale della Repubblica della Colombia, è nota come Porta d'Oro della Colombia. Riveste grande importanza economica, culturale e storica per la nazione colombiana.

## Storia
I primi insediamenti che daranno origine a Barranquilla, risalgono al 1629.
Molto attiva a favore dell'indipendenza dall'Impero spagnolo durante la guerra d'indipendenza della Colombia, dopo le sconfitte subite dagli spagnoli a Sitioviejo e Sitionuevo a opera del generale Pierre Labatut, il Governatore e Presidente dello Stato di Cartagena delle Indie, Manuel Rodríguez Torices, le conferì lo status di città nel 1813. 

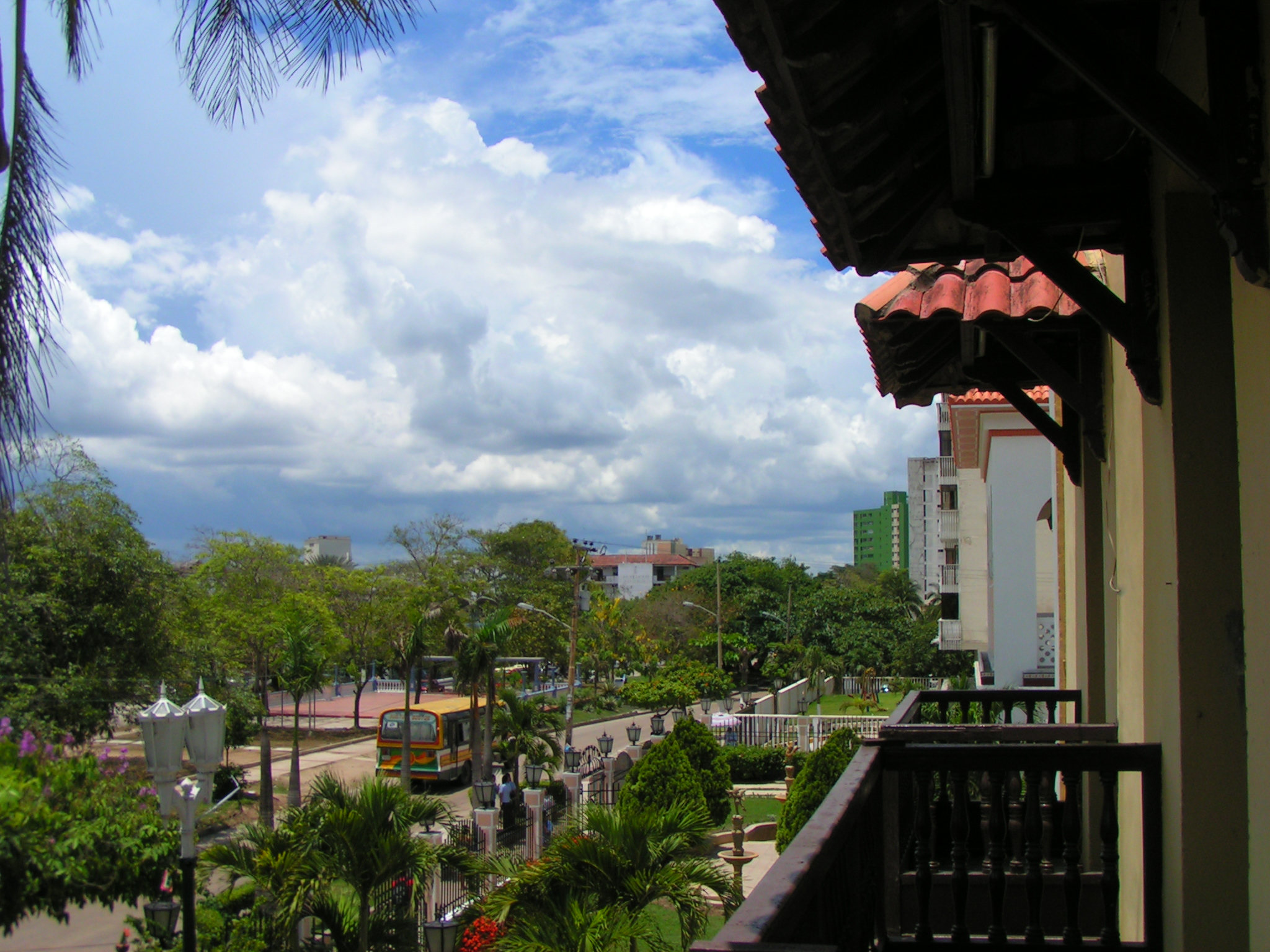
Vista dal Museo Romántico

## Media
- El Heraldo è il quotidiano della città

## Infrastrutture e trasporti

### Aeroporti
La città di Barranquilla è servita dall'Aeroporto Ernesto Cortissoz

## Amministrazione

### Gemellaggi
- Tampa
- Miami
- Seattle
- Brownsville
- Buenos Aires
- Guayaquil
- Betlemme
- Aberdeen
- Panama
- Nanchino
- Kaohsiung

## Nella letteratura
A Barranquilla è ambientato il romanzo di fama internazionale L'amore ai tempi del colera (1985), di Gabriel García Márquez.

## Nella musica
Città natale della popstar Shakira, Barranquilla viene più volte nominata nei testi dell'artista. Al colorato carnevale della città è ispirato il video musicale del fortunato singolo Hips don't lie del 2006, mentre la canzone La Bicicleta (2016), in duetto con il colombiano Carlos Vives (nativo di Santa Marta), è un omaggio alle atmosfere e ai paesaggi di Barranquilla, citata con l'appellativo popolare La Arenosa, e della costa caraibica colombiana. Nel testo si fa riferimento, tra le altre cose, al Parco Nazionale del Tayrona e alla bola 'e trapo, tipico sport colombiano che prevede l'uso di un pallone realizzato con materiali di fortuna, come stracci, spugne, pezzi di cuoio e lacci.